# Valla publicitaria
Una valla publicitaria o panel publicitario es una estructura de publicidad exterior consistente en un soporte plano sobre el que se fijan anuncios publicitarios.
Las vallas se han convertido en parte habitual del paisaje urbano e interurbano presentando anuncios o mensajes publicitarios. La cantidad, ubicación y colocación de las vallas (retranqueos, separación, agrupación de vallas, etc.) en cada localidad está determinada por el propio Ayuntamiento. En ocasiones, también existen normativas estatales sobre su colocación en determinados entornos. Por ejemplo, en España está prohibida la instalación de las vallas en las carreteras al entender que pueden distraer la atención de los conductores y provocar accidentes. 
Por sus especiales características, las vallas no se colocan en las fachadas de viviendas sino en lugares deshabitados tales como:
- instalaciones deportivas: estadios, polideportivos, piscinas, etc.
- centros educativos: colegios, institutos, universidades.
- infraestructuras de transporte: aeropuertos, estaciones de metro, estaciones de tren, estaciones de autobús, etc.
- vía pública: avenidas anchas, plazas, parques o jardines
- otros: centros penitenciarios, edificios en construcción o rehabilitación, descampados, solares vacíos.

Algunas medidas habituales son: 320x200cm, 400x300 cm, 800x300 cm y 1200x400 cm.

## Tipos de vallas

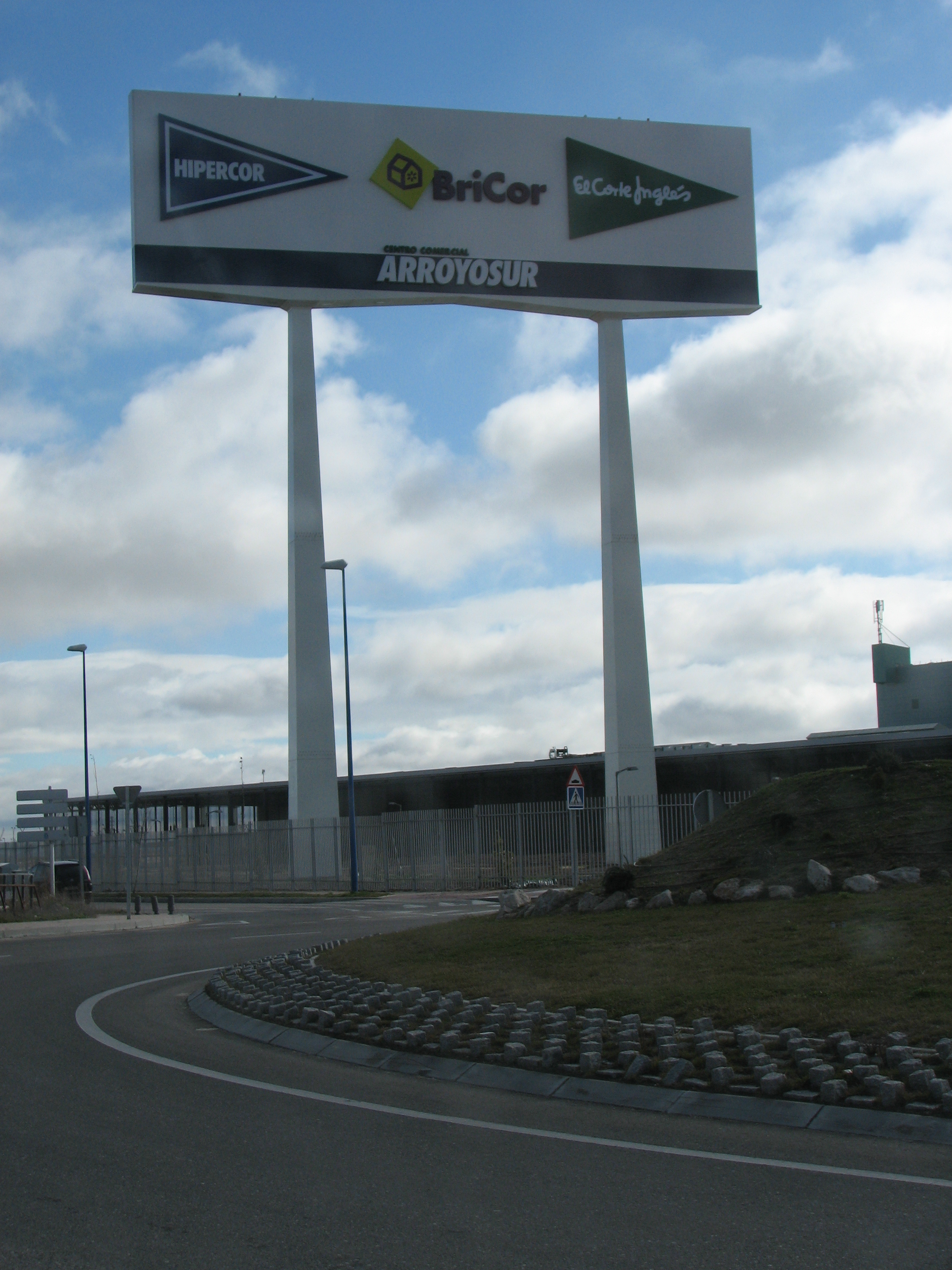
Valla Biposte.

La valla tradicional consiste en una superficie plana sobre la que se colocan diferentes láminas cuya combinación conforma una imagen. También se llaman vallas a los soportes publicitarios que se colocan en los laterales de los terrenos de juego en estadios o polideportivos. Algunas variedades de vallas son:
- Valla de ocho paños. De naturaleza urbana, se compone de ocho impresiones sobre papel encoladas sobre un panel de forma que crean un solo mensaje.
- Valla iluminada. Sería la valla tradicional a la que se ha introducido iluminación interior. De este modo, el mensaje se puede visualizar también en ambientes poco iluminados o de noche generando un mayor número de impactos publicitarios. Frente a la iluminación exterior por medio de focos, esta modalidad adquiere gran vistosidad al crear un efecto de reverberación.
- Valla monoposte. Utilizada en lugares amplios o en ausencia de muro, se trata de una valla soportada por un solo pie de gran altura. Es propia de zonas poco pobladas o vías interurbanas. A juzgar por su forma, a este tipo de valla en Venezuela se le conoce vulgarmente como tipo chupeta debido a la analogía de las mismas con el nombre dado en este país a las piruletas.
- Valla biposte. Utilizada en lugares muy amplios, en ausencia de muro, se trata de una valla soportada por dos pies de gran altura. Como dos monopostes colocados de forma continua. Suele mantener una valla de grandes dimensiones desarrollado en tres dimensiones y con iluminación.
- Valla de tres caras. La imagen publicitaria se forma por la combinación de una serie de paneles de sección triangular impresos por las tres caras. Un sistema automático hace que giren todos a la vez cambiando así el mensaje a la vista del público. De este modo, se consigue que en un mismo soporte se puedan combinar tres anuncios diferentes. El movimiento constituye un aliciente añadido al atraer la mirada con mayor intensidad que un elemento estático.
- Valla baja. En encuentros deportivos y otros certámenes, se aprovechan los pies de los graderíos para instalar vallas publicitarias. En su versión más avanzada, encontramos vallas con dispositivos rotativos o digitales que permiten desplegar diferentes anuncios.
- Valla digital. Es una valla cuyo mensaje se crea a partir de programas informáticos. Pueden estar diseñadas para mostrar texto en movimiento, diferentes mensajes de una misma compañía o incluso, mensajes para diferentes compañías durante un tiempo tasado a lo largo del día. Dada la versatilidad y creciente rentabilidad, esta modalidad está llamada a convertirse en el estándar del futuro. Un ejemplo de este tipo de valla lo constituyen las pantallas LED, las cuales constituyen la forma más moderna de exhibir anuncios.
- Valla inflable. Se trata de un objeto inflable que despliega un anuncio publicitario. Es una forma atípica de valla que se coloca a menudo en las inmediaciones de estadios deportivos cuando va a tener lugar un partido de éxito.
- Valla móvil. Es una valla publicitaria colocada sobre un vehículo de carga (camioneta, camión o tráiler) mostrando el mensaje hacia los costados y que circula por avenidas y calles con el único objetivo de mostrar la publicidad. Las dimensiones de la valla son adaptadas para ajustar a lo largo del vehículo.

## Soportes similares
Existen algunos soportes publicitarios que, sin ser propiamente vallas constituyen una evolución de las mismas y cumplen funciones similares. Se pueden destacar las siguientes.
- Expositor retroiluminado. Se trata de un expositor que contiene iluminación interior. Los carteles se exponen por una o dos caras. Generalmente, lo utilizan los publicistas para colocar mensajes publicitarios o institucionales y en ocasiones para insertar información útil para el viandante como planos de la zona, teléfonos de interés, etc. Algunos combinan otras utilidades como depósito de pilas desechables o dispensador de planos de la ciudad. También es utilizado en formato de pared para anunciar productos, servicios o acontecimientos culturales.
- Expositor dinámico. Se trata de una variación del anterior. El expositor dinámico es una valla a pie de calle iluminada interiormente que contiene un rollo con diferentes mensajes. Esta tecnología de cartelería rotativa puede desplegar un gran número de carteles diferentes en un solo expositor. Además, el sistema es programable permitiendo diferentes tiempos de exposición para cada uno de ellos. Se presentan en diferentes tamaños, en modalidades tanto de peana como de pared.

## Seguridad Vial
La revisión más completa de la literatura hasta encontró que el riesgo de accidentes aumenta aproximadamente en un 25-29% en presencia de señales de publicidad digital en carreteras (pantallas digitales) en comparación con áreas de control. Existe una tendencia emergente en la literatura que sugiere que las señales de publicidad en carreteras pueden aumentar el riesgo de accidentes, especialmente para aquellas señales que tienen la capacidad de cambiar con frecuencia (a menudo denominadas pantallas digitales).
Investigaciones recientes muestran que la publicidad en carreteras puede distraer a los conductores al interrumpir su atención y desviar su enfoque de la carretera. Esta interrupción rompe la continuidad de las tareas de conducción, lo que lleva a un breve lapso de atención y una reducción de la conciencia de los elementos esenciales de la carretera. Una vez distraídos, los conductores pueden interactuar con el anuncio, prolongando su atención desviada y posiblemente haciendo que pierdan señales cruciales de la carretera. Procesar el contenido del anuncio también genera una carga cognitiva en los conductores, abrumando su capacidad cognitiva e interfiriendo en su habilidad para procesar información relacionada con la carretera de manera efectiva. Como consecuencia, su conciencia de la situación disminuye, lo que afecta su anticipación de cambios repentinos en el tráfico. Esta distracción contribuye además a tiempos de reacción más lentos y a un escaneo visual comprometido, aumentando el riesgo de accidentes. En esencia, la publicidad en carreteras perturba la concentración de los conductores, desviando su atención de la carretera y aumentando el potencial de comportamientos de conducción inseguros e incidentes viales.

## Curiosidades
- Vallas olorosas. Se trata de un reciente invento del marketing exterior: incorporar aromas a las vallas publicitarias. Así se ha hecho en una estación de cercanías de París para promocionar la región de Languedoc-Rousillon aunque también se ha utilizado en otros productos como perfumes o detergentes. Cada valla cuenta con un dispositivo interno que emite la fragancia, vaporizándola en algunos modelos, solo si una célula fotoeléctrica detecta que hay público presente. Se supone que esta técnica aumenta la memorización de marca produciendo notables incrementos de ventas.
- El toro de Osborne es una valla en forma de silueta de toro de lidia, concebida originalmente como gran valla publicitaria de carretera para promocionar el brandy de Jerez Veterano del Grupo Osborne. En la actualidad, se encuentra repartido a lo largo de la geografía española. Aunque la función inicial era publicitaria, con el paso del tiempo y el arraigo cultural se ha convertido en un símbolo cultural español.

## Galería

Tradicional valla de ocho paños
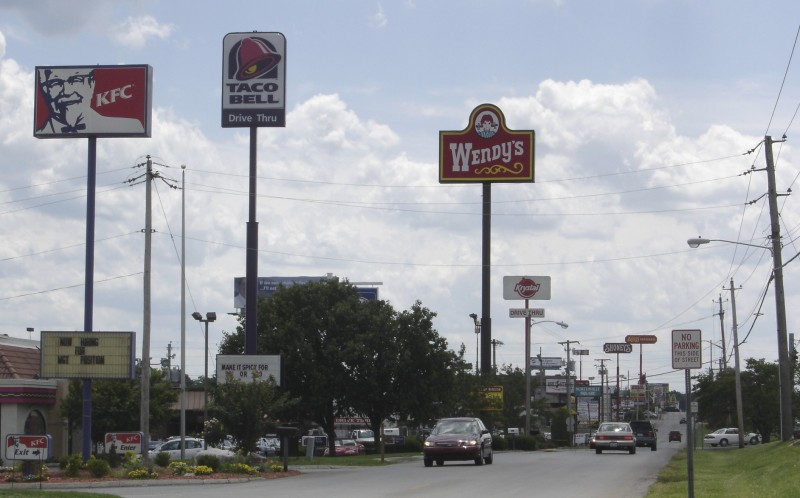
Vallas monoposte
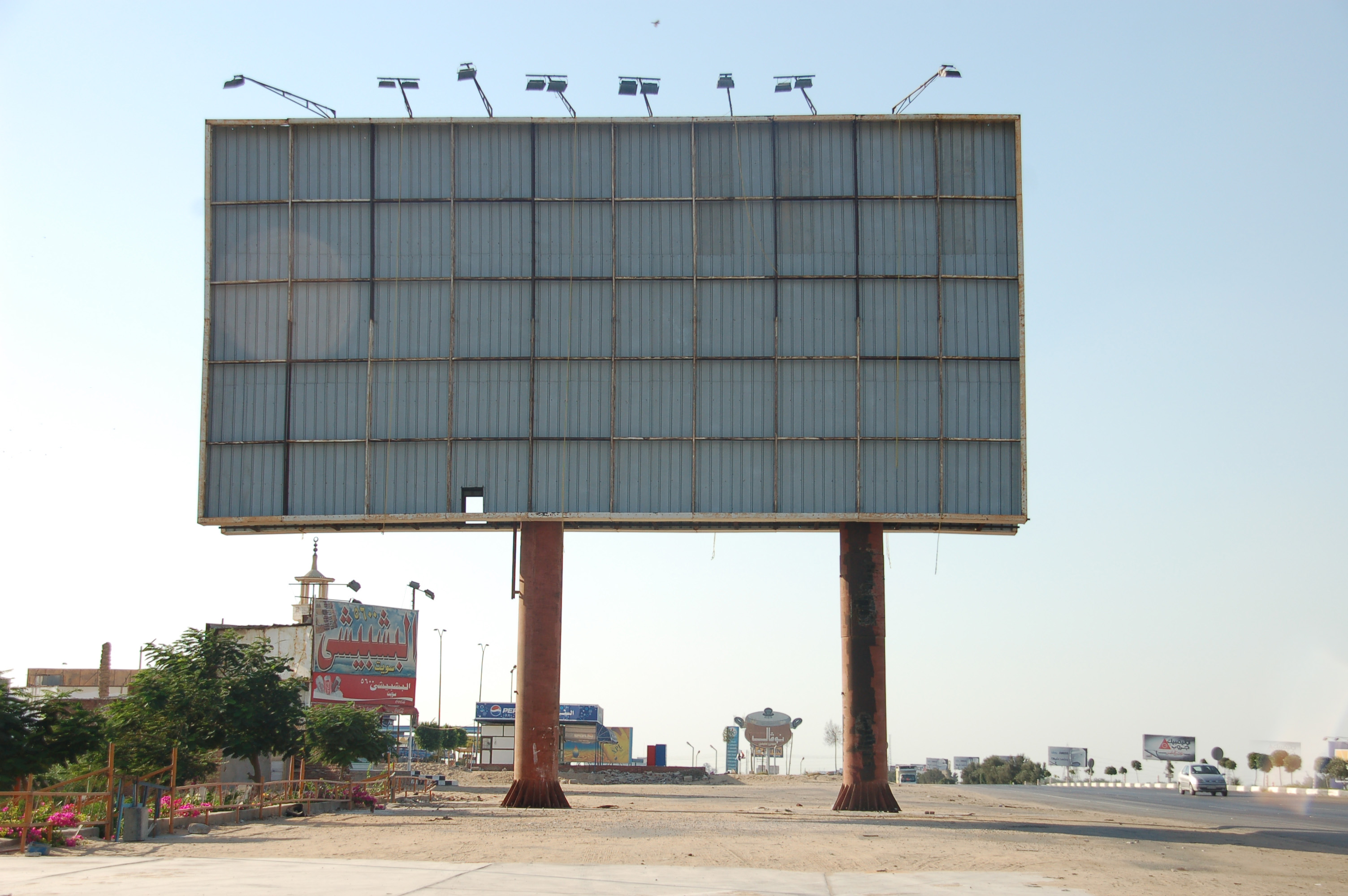
Valla biposte con iluminación propia
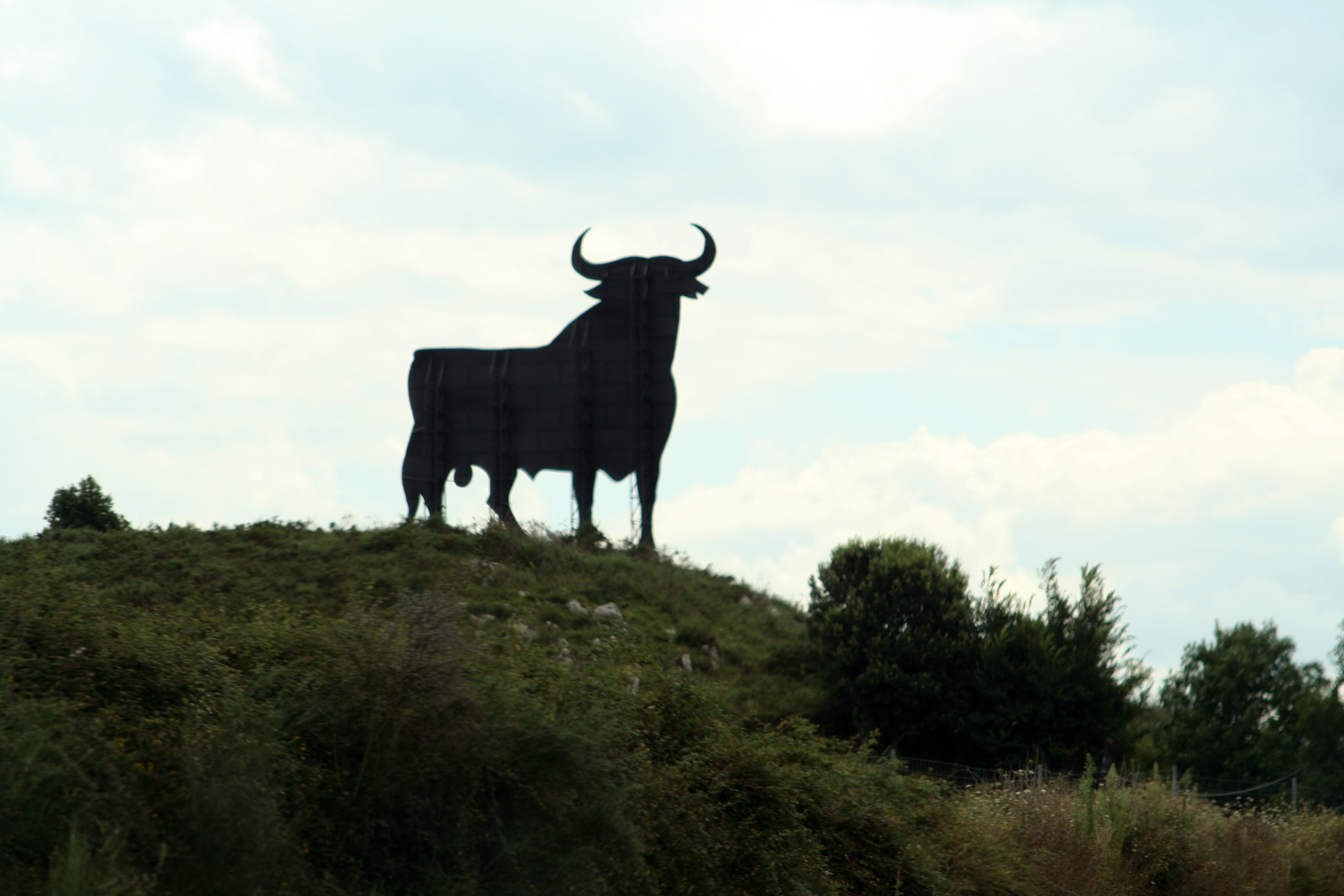
Toro de Osborne cerca de Llanes, Asturias